# Benediktinerstift Gleink

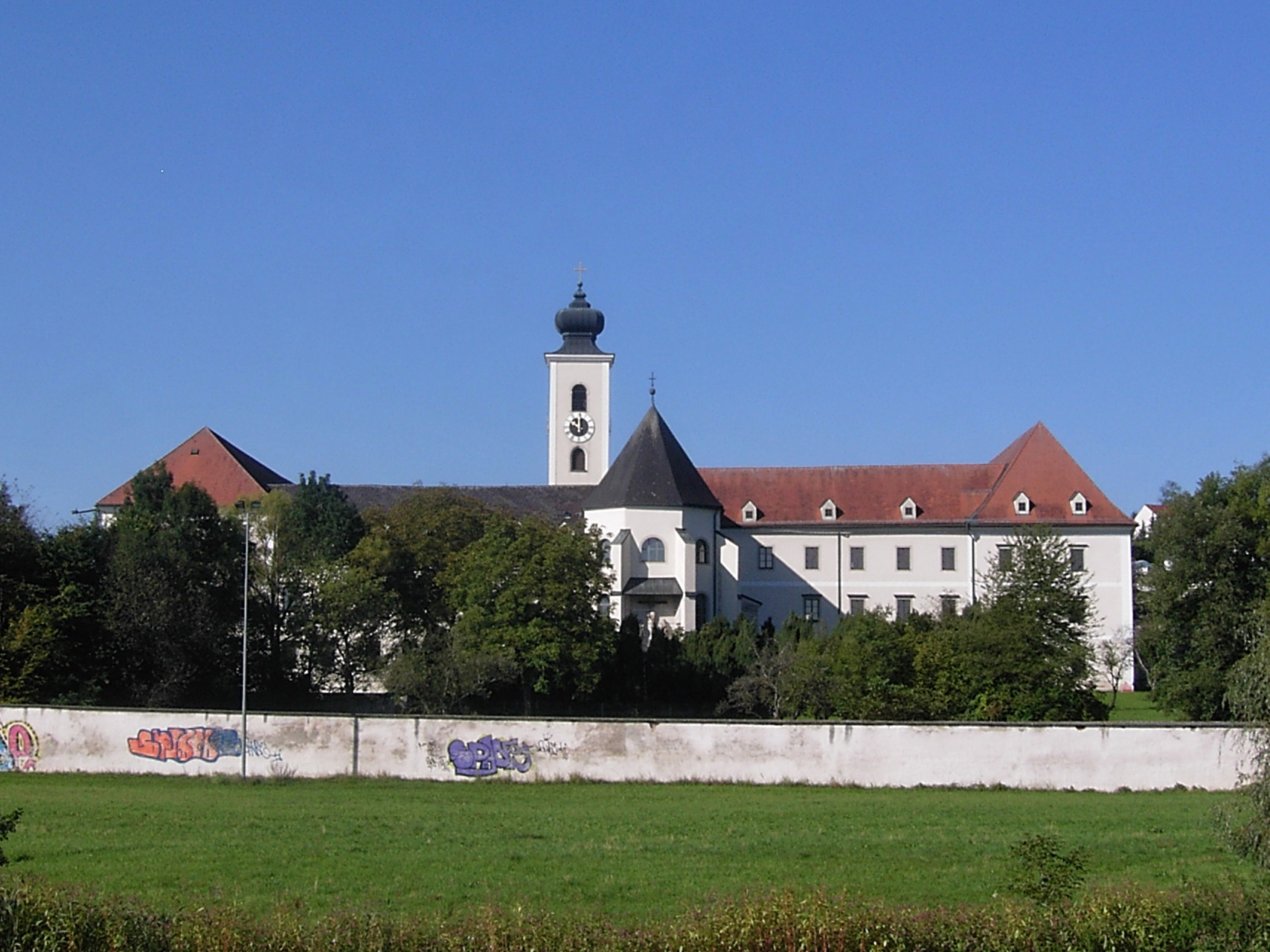
Ostansicht des Klosters

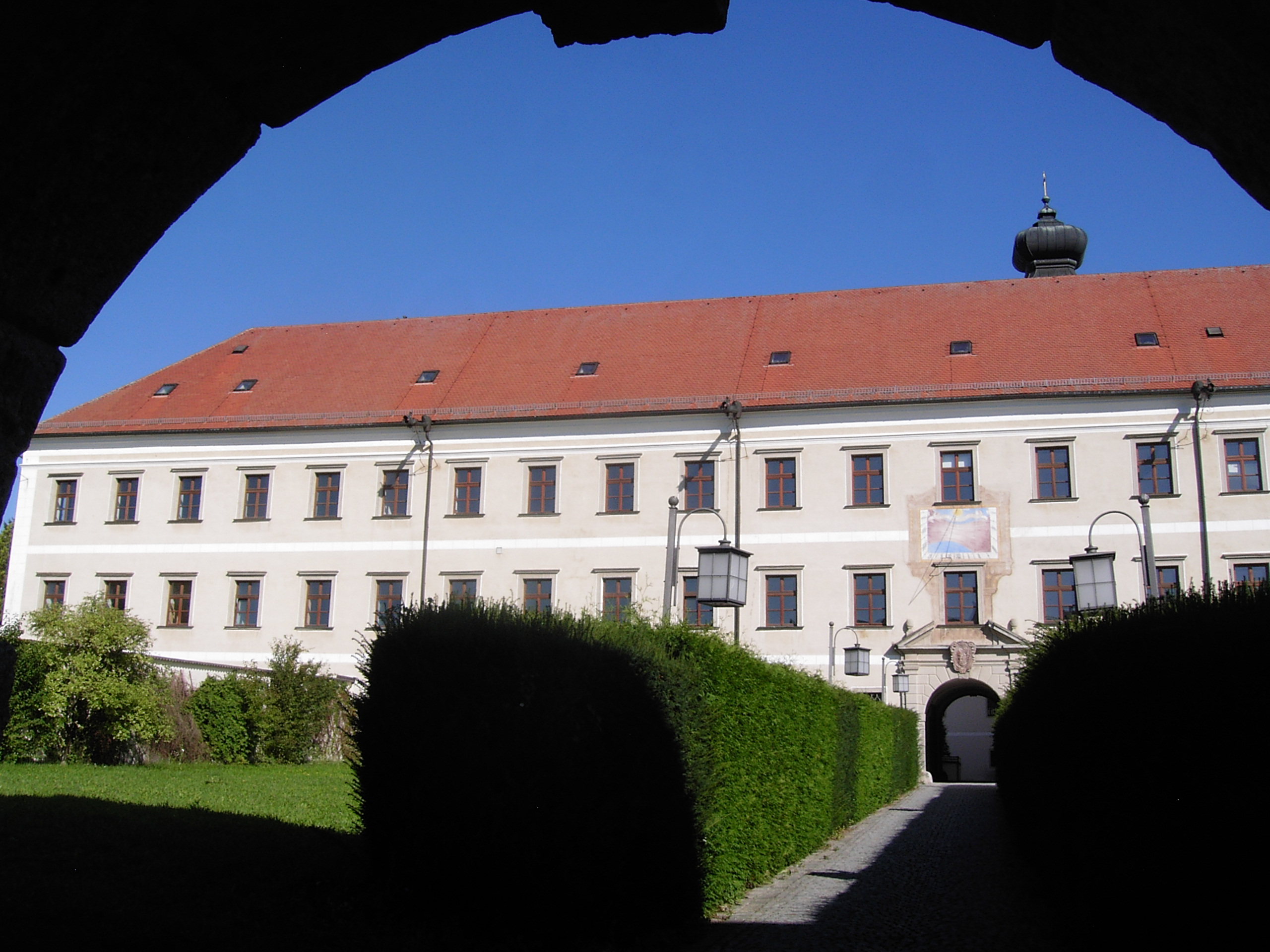
Südansicht des Klostergebäudes

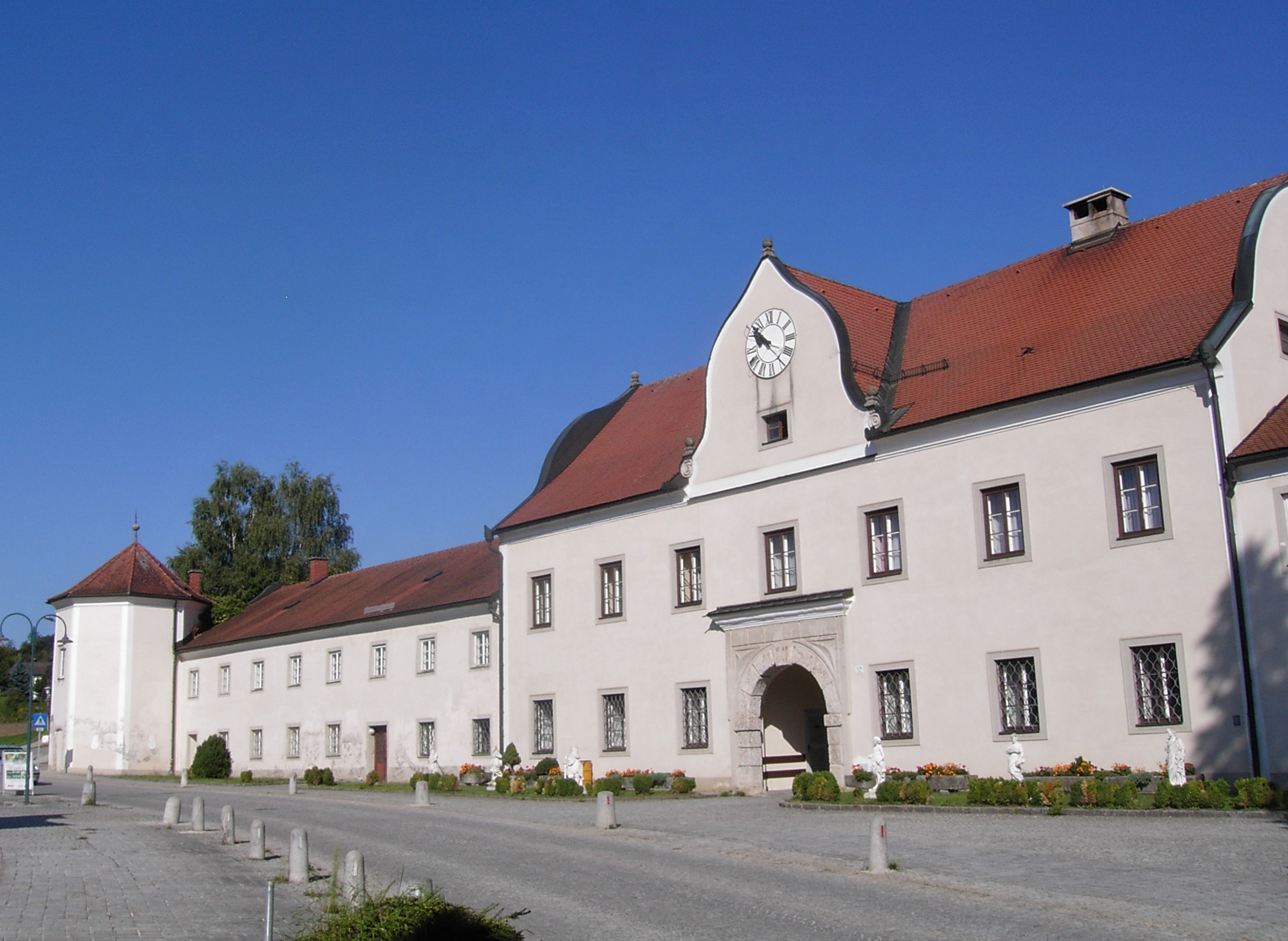
Südansicht des Pfarrhofes

Das Benediktinerstift Gleink ist eine ehemalige Benediktinerabtei in der oberösterreichischen Stadt Steyr. Grundbücherlicher Eigentümer ist das Bistum Linz.

## Geschichte

### Benediktinerkloster
Das Benediktinerkloster Gleink entstand im 1. Viertel des 12. Jahrhunderts, bald nach der Gründung des Stiftes Garsten, aus der bambergischen Lehensburg Glunich (Glunik). Die Stifter Arnhalm I. und sein Sohn Bruno aus dem Ministerialengeschlecht der Gleink-Volkersdorfer, deren Dienstherren, die steyrischen Otakare, das Stift mitgegründet haben, ließen die Feste in ein Klostergebäude umgestalten. Um 1120 bestand bereits die dem Apostel Andreas geweihte Klosteranlage.
Gleink war eine Tochterbesiedlung von Stift Garsten, aus dem der erste Abt Ulrich kam. Ulrich war ein Verwandter des Heiligen Berthold von Garsten, des ersten Abtes von Stift Garsten. Später wurden die Pfarren Dietach (mit der Filialkirche Stadlkirchen) und Haidershofen (mit der Filialkirche Burg) inkorporiert.
Der romanische Klosterbau wurde 1220, 1275 und 1313 durch Brände beschädigt. Schon im 13. Jahrhundert und bis zum Ausgang des Mittelalters hatten die Äbte einen ständigen Kampf zu führen, um die dem Kloster gemachten Schenkungen und zuerkannten Rechte zu sichern. Nach den unruhigen Zeiten der Kriege mit den Ungarn, die bei Ernsthofen 1485 eine Brücke über die Enns geschlagen und beiderseits des Flusses unter Wilhelm Tettauer Schanzen errichtet hatten, erlebte das Stift noch vor der Glaubensspaltung eine Blütezeit unter Abt Gregor Grand (1504–1520). Sein Nachfolger Thomas Amfeldt (1520–1539) musste zusehen, wie türkische Kavallerie aus dem Streifkorps Kasimsbegs im September 1532 die Gegend von Gleink und Dietach verwüstete.
Der Gleinkersee wurde wegen seiner weiten Entfernung im Jahr 1589 dem Stift Spital am Pyhrn gegen die Zahlung von 200 Gulden vorübergehend überlassen. Im Jahr 1608 wurde der See für nochmals 200 Gulden endgültig von Gleink abgetreten.
Durch die politischen, wirtschaftlichen und religiösen Verhältnisse in der 1. Hälfte des 17. Jahrhunderts, vor allem durch die Plünderung im Bauernkrieg 1626, geriet das Kloster in eine große Notlage, aus der es erst die Äbte Cölestin Pestaluz (1658–1678) und Rupert I. von Kimpflern (1678–1708) wieder herausführten. Unter diesen Äbten begann auch für Gleink die große barocke Bauperiode, die unter Abt Rupert II. Freysauf von Neudegg (1709–1735) ausklang.
Als vorletzter Abt regierte Andreas von Schwandtner (1735–1762). Im Jahre 1762 wurde der aus Steyr gebürtige und als Prediger berühmte Professor der Universität Salzburg Wolfgang Holzmayr zum Abt gewählt. Er leitete als Wolfgang III. das Stift bis zu dessen Aufhebung und wurde danach Dechant von Enns.

### Nach 1784
Im Zuge der Kirchenreformen Kaiser Joseph II. wurde Gleink am 21. Mai 1784 säkularisiert. Die Pfarrseelsorge in Gleink wurde von Weltpriestern übernommen, die Stiftsgebäude vorübergehend als Kaserne verwendet, der klösterliche Grundbesitz als Religionsfonds-Herrschaft weitergeführt. 1791 gelangten die Gebäude des ehemaligen Stiftes als Dotationsgut an die neu geschaffene Diözese Linz, deren Bischöfe Gleink gerne als Sommersitz verwendeten.
1807 wurde in Gleink der spätere Justizminister Anton Hye geboren, dessen Vater Franz Hye der Verwalter der dortigen Religionsfonds-Herrschaft war. Als Anton Hye 1854 geadelt wurde, wählte er das Prädikat „von Gluneck“ (ein alter Namen für Gleink) als Namensbestandteil und übernahm das Kleeblatt aus dem Stiftswappen in sein eigenes Wappen.
Auf Veranlassung von Bischof Gregor Thomas Ziegler kamen 1832 Salesianerinnen von Wien nach Gleink. Ihr Kloster zählte in der Blütezeit bis zu 70 Schwestern. Von etwa 1950 an war kein Eintritt mehr zu verzeichnen, deshalb verfügte man 1977 die endgültige Auflösung.
1950 übernahm der Orden der Herz-Jesu-Missionare die Pfarrseelsorge und betrieb bis 1990 auch ein Caritasheim, ein gefürchtetes Erziehungsheim für Knaben.

### Äbte
Unter anderem wirktem am Stift Gleink als Abt:
- Cölestin Pestaluz (1608–1678)
- Rupert Kimpfler (1638–1708)
- Andreas Gschwandtner (1696–1762)

## Wappen
Das Wappen von Gleink zeigt ein dreiblättriges Kleeblatt auf grünem Dreiberg im roten Feld.

## Gebäude

### Baugeschichte

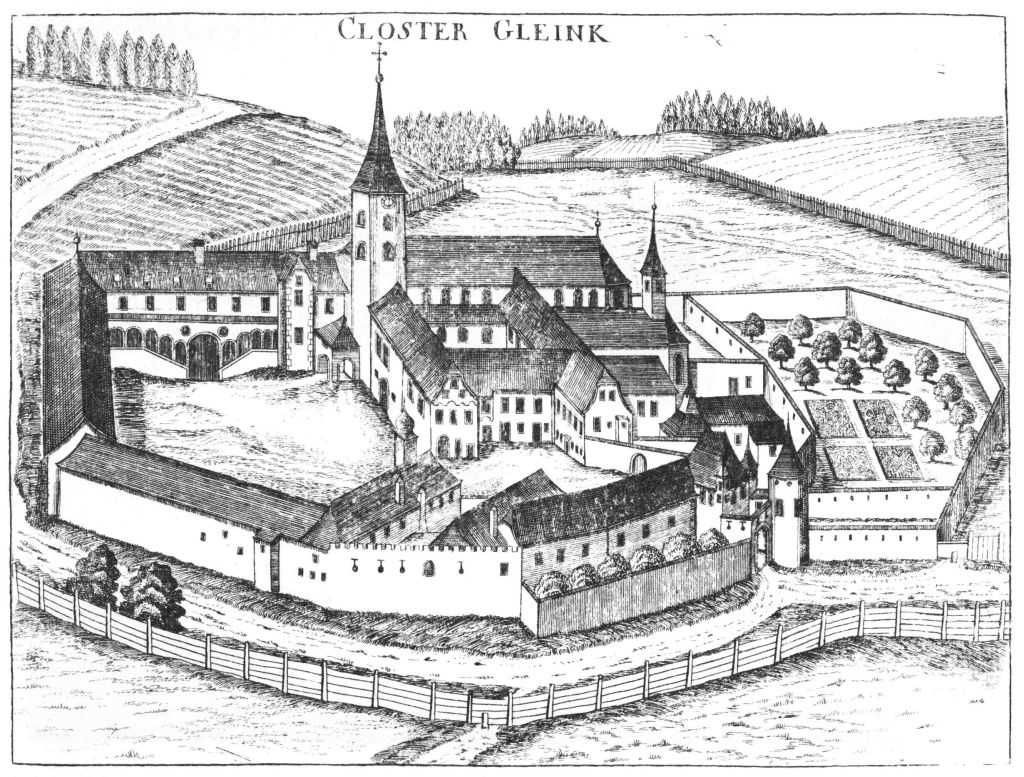
Kloster Gleink nach einem Stich von Georg Matthäus Vischer von 1674

Die Anlage des Stiftes ist im Gesamteindruck ein Produkt der großen klösterlichen Baubewegung des österreichischen Barock in der 2. Hälfte des 17. Jahrhunderts und am Anfang des 18. Jahrhunderts. An diesem Kirchenbau sind drei Perioden besonders markant.
- Als erste Periode ist die romanische zu nennen: 1223 wurden zwei Altäre geweiht, 1273 ist die Weihe der Kirche erwähnt. Diesem Zeitabschnitt gehört offenbar die Kernanlage des basilikalen, querschifflosen Langhauses mit Ausnahme des östlichen Joches an. Letzteres erweitert sich trapezförmig zum breiten gotischen Chor. Die Proportionen des Langhauses (Breite zu Höhe) sind relativ steil, sie stehen im Verhältnis 1:2. Ursprünglich war der Grundriss wahrscheinlich im gebundenen System mit zwei quadratischen Mittelschiffjochen angelegt. Ob der quadratische Westturm, welcher der Breite des südlichen Seitenschiffes entspricht, romanische Kernmauern enthält, ist unsicher.
- Die zweite Bauphase ist jene der Gotik, 1436 ist abermals eine Kirchweihe mit allen Altären und Kapellen angeführt. Es erfolgte ein völliger gotischer Umbau des Langhauses bzw. Neubau des Chores. Von der Gotisierung des Langhauses sind im Mittelschiff über den barocken Gewölben in der östlichen Hälfte die Spitzen gotischer Fenster und in der westlichen Hälfte die Ansatzstellen gotischer Gewölbe erhalten. Die Kernmauern des Chores mit den Strebepfeilern und der Spitze eines reich profilierten Fensters gehe ebenfalls auf das 15. Jahrhundert zurück.
- Die barocke Periode setzt zur Mitte des 17. Jahrhunderts ein. Abt Augustin Kausler (1648–1658) veranlasste eine Restaurierung des Kircheninneren, welche durch Verputzflächen und einen Stichkappentonnen-Ansatz oberhalb der heutigen Gewölbe bezeugt ist. Während der Regierungszeit der Äbte Cölestin Pestaluz (1658 1678) und Rupert I. von Kimpflern (1678–1708) erhielt die Kirche das heutige Gepräge. Unter dem letztzitierten Abt wurde auch der Kirchturm erhöht (43 m hoch mit Zwiebelhelm). Abt Rupert II. Freysauf von Neudegg (1709–1735) zeichnet für die Abschlussarbeiten verantwortlich: 1709 fand die Ausmalung der Kirche statt, das Portal kam 1714 und die Orgel 1732 dazu.

Die vorletzte Restaurierung der Kirche wurde 1954 abgeschlossen. Zwischen 1981 und 1994 wurde (mit Unterbrechungen) eine Generalsanierung von Kirche und Klostergebäuden durchgeführt.

### Beschreibung

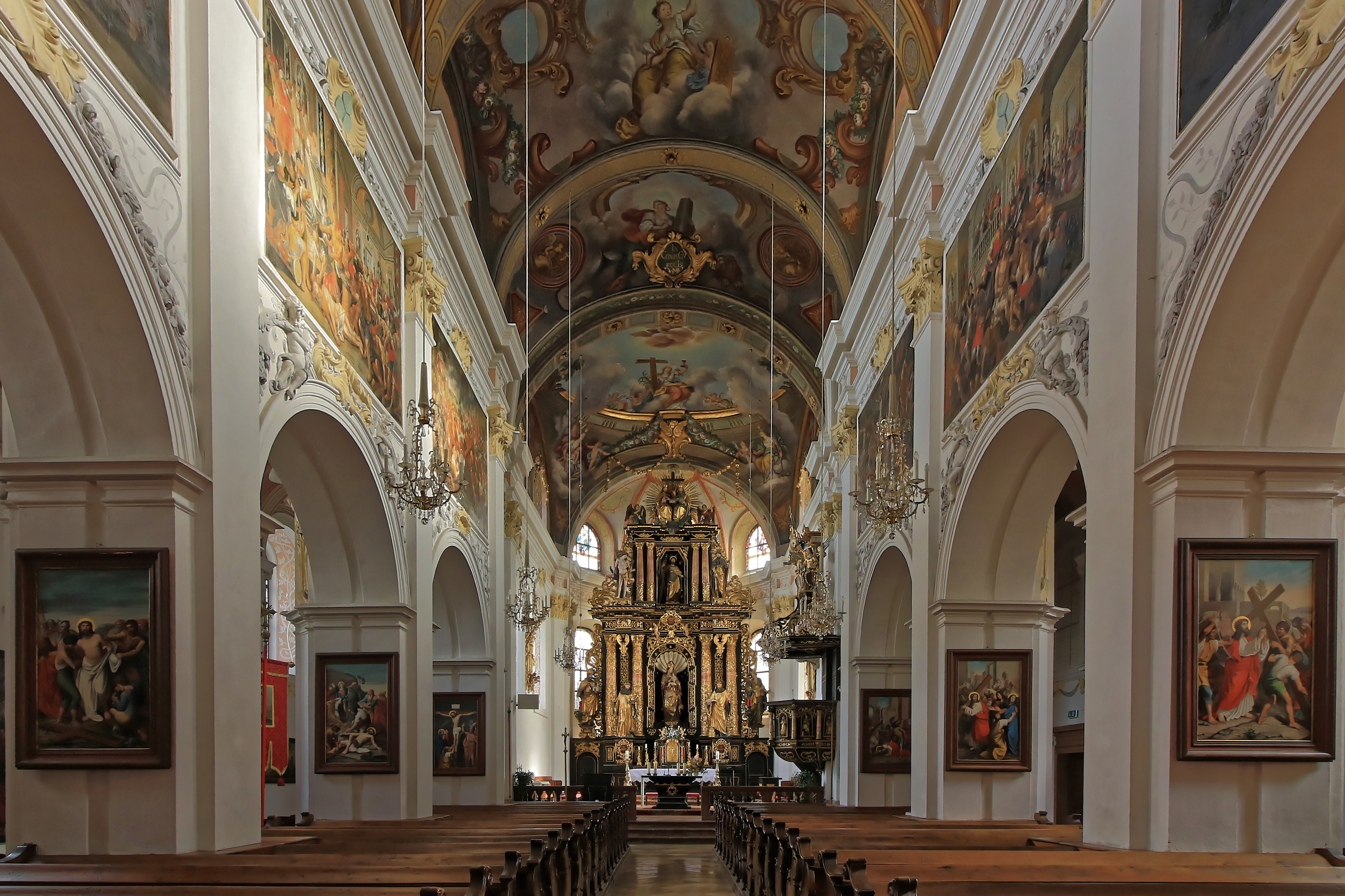
Innenansicht der ehemaligen Stiftskirche

Die ehemalige Klosterkirche, seit 1784 Pfarrkirche, ist dem Apostel Andreas geweiht. Die dreischiffige, fünfjochige Pfeilerbasilika besitzt einen einjochigen Chor. Die Fresken an sämtlichen Gewölben sind ursprünglich ein Werk von Johann Georg Daller aus den Jahren 1708/09, jedoch wurden sie durch Übermalung des Steyrer Malers und Restaurators Anton Stern 1884–1886 entstellt. Bei den letzten beiden Restaurierungen hat man sie so gut wie möglich wiederhergestellt.
Der Haupthof des Klostergebäudes ist rechteckig und völlig abgeschlossen. An seiner Längsseite befindet sich in der Mitte der Kirchturm. Die ehemalige, zweijochige Prälatenkapelle im Südtrakt ist mit einem Tonnengewölbe versehen und trägt am Türsturz die Jahreszahl 1684. Die Stuckdekoration ist ein Werk des auch in Garsten tätigen Giovanni Battista Carlone.
Der interessante Klostergarten des Stiftes ist allgemein als „Zwergengarten“ bekannt.
Bis 1785 befand sich in der Nähe des Stiftes auch eine dem Apostel und Evangelisten Matthäus geweihte Kirche aus dem Jahr 1349. Diese Kirche in der Ortschaft Stein war jedoch eine Filialkirche der Stadtpfarre Steyr, die von Benefiziaten (Weltpriestern) und Dominikanern des Klosters in Steyr (Marienkirche) betreut wurde.

## Nutzung
Seit dem Jahr 2022 dient das Stiftsgebäude als „kulturGUTspeicher“ der Diözese Linz. Das Außendepot des Diözesanarchivs beheimatet Archivgut aus den Pfarren sowie das Kunst- und Mobiliendepot mit über 2.000 Kunstobjekten und Möbeln.